# Afrikanyč
Afrikanyč (Африканыч) è un film del 1970 diretto da Michail Ivanovič Eršov.